# Milano Films
La Milano Films è stata una casa di produzione cinematografica attiva nel periodo del cinema muto fra le principali in Italia e la più importante a Milano per quantità di opere realizzate. Nata dalla trasformazione di una precedente azienda, e legata per diversi anni all'ambiente dell'aristocrazia imprenditoriale milanese, restò attiva dal 1910 al 1926, anche se ebbe il suo maggiore sviluppo negli anni precedenti la prima guerra mondiale.

## Storia

### Origini (1907 - 1909)

Luca Comerio, fotografo e cineasta milanese, fu l'antesignano della "Milano Films"

La "Milano Films" deriva dall'attività pionieristica svolta da Luca Comerio che aveva iniziato sin dal 1894 un'attività nel campo della fotografia, diventando "fotografo personale di S.M. il re", ma anche documentando i sanguinosi Moti di Milano del 1898. In questo stesso anno aveva ampliato il proprio campo d'azione iniziando a realizzare brevi filmati, tra cui diversi incentrati sulla figura di Fregoli. Nel 1907, per meglio supportare l'attività, costituì la "Luca Comerio e C. s.a.s." che produsse in tale anno e nella prima parte del 1908 circa 60 titoli, sia documentari che cortometraggi a soggetto.

Nel frattempo un gruppo di esercenti e noleggiatori milanesi (Pietro Tonini, fondatore del periodico Rivista Fono-cinematografica e proprietario del cinema "Marconi" in Milano, Gino Protti, direttore della Sala "Volta" di Milano, Enrico Roatto e Ludovico Rigotti) aveva fondato il 6 febbraio 1908 la "Società Anonima Fabbricazione Films italiane - S.A.F.F.I.", la quale però, mancando di un proprio impianto produttivo, dopo la costituzione non aveva potuto realizzare alcuna pellicola. Passarono solo pochi mesi ed il 17 giugno 1908, le due aziende si unirono, dando vita alla "S.A.F.F.I. - Comerio", che venne dotata del consistente capitale sociale di 600.000 lire, e la cui sede fu stabilita in via Boscajola, 1, con un allargamento del Consiglio di Amministrazione a 7 membri, tra cui Comerio. Lo stabilimento di via Arnaldo da Brescia sino ad allora utilizzato da Comerio per produrre, con semplici e provvisorie scenografie, i suoi primi titoli, fu assorbito dalla nuova impresa, che aveva anche una sede a Precotto.
Avvalendosi della nuova configurazione strutturale e finanziaria, nella seconda metà del 1908 e per gran parte del 1909 la "S.A.F.F.I. - Comerio" ampliò l'attività produttiva, affiancando ai documentari una serie di pellicole a soggetto. A tal fine venne assunto inizialmente Mario Morais, noto come autore di racconti per l'infanzia, al quale si deve la prima delle tante trasposizioni cinematografiche dei Promessi sposi, dove l'ampio romanzo manzoniano venne riassunto in un cortometraggio di 235 metri, a cui seguì, ancora diretto da Morais, un altro inedito, la Francesca da Rimini di 300 metri. Poco dopo, con l'arrivo di Giuseppe De Liguoro, la produzione dell'azienda milanese si rafforzò verso il filone storico, tendenza già diffusa nelle altre imprese di produzione sia a Torino che nella romana "Cines", in questa seconda, in particolare, grazie all'opera di Mario Caserini. 

Lo stabilimento costruito alla Bovisa (attuale via Baldinucci) dalla "Milano Films". Immagine del maggio - giugno 1911

Teatro di posa a vetri della "Milano Films" in costruzione presso lo stabilimento della Bovisa. Aprile - maggio 1911

Lo slancio dell'attività indusse i rappresentanti dell'azienda milanese a partecipare nel febbraio 1909 al primo Congresso Internazionale degli editori di films che si tenne a Parigi, dove si istituì un'organizzazione imprenditoriale permanente nel cui comitato centrale venne eletto Riccardo Bollardi, consocio di Comerio.
Nei titoli di questo anno e mezzo di attività si trovano anche i primi cortometraggi comici (definiti "farse"), benché ancora non basati su un personaggio tipico e riconoscibile. Venne mantenuta una forte presenza nel campo dei documentari, tra i quali uno raffigurante la visita del re sui luoghi del disastroso terremoto di Messina, i funerali milanesi di Bocconi e due relativi a gravi incidenti ferroviari, sui cui luoghi Comerio era riuscito ad arrivare con notevole tempismo. Complessivamente nel periodo "S.A.F.F.I.  Comerio" la produzione si moltiplicò per 20 rispetto agli anni precedenti e l'azienda milanese iniziò a crearsi un suo spazio tra le imprese della nascente cinematografia italiana, pur restando ancora lontana nel campo dei film a soggetto (31 editi nel 1908) dagli oltre 100 prodotti dalla "Itala" (compresi quelli della precedente "Rossi & C.").
Ma sotto il profilo economico, la società non andava bene, ed alla fine del 1909 si trovò ad aver perso i tre quarti del capitale iniziale, anche perché Comerio era spesso assente, attratto dai viaggi esplorativi su cui fondava i suoi "réportages" più che dalla gestione aziendale. A causa di queste difficoltà si parlò di liquidazione della società, ma a quel punto intervenne invece un fatto nuovo che portò ad un rilancio sotto diversa denominazione.

### Avvio societario e primi successi (1910 - 1911)
La svolta fu sancita in una assemblea tenutasi il 30 dicembre 1909 quando la "S.A.F.F.I. - Comerio" diventò "Milano Films". Non si trattò solo di un cambio di nome, ma di una radicale modifica dell'assetto societario dovuta all'intervento di 24 finanziatori appartenenti ad alcune delle principali famiglie della nobiltà milanese, interessati ad investire nella nuova realtà industriale rappresentata dalla cinematografia unendovi intendimenti artistici ed imprenditoriali. L'operazione comportò anche il ripristino del capitale sociale, riportato a 500.000 lire, grazie all'intervento finanziario dalla "Società Bancaria Italiana", all'epoca terzo istituto di credito italiano, ma con solide radici nella realtà milanese in cui aveva avuto origine.

Il personale della "Milano Films" di fronte alla stabilimento di Bovisa nel 1913

La nuova azienda erede della "S.A.F.F.I. - Comerio" ne mantenne inizialmente le struttura amministrativa (sede in via Lauro, poi trasferita 
nel giugno 1910 in via San Paolo) e quella produttiva (stabilimento di via Arnaldo da Brescia), ma quanto al resto la trasformazione fu totale: il conte Pier Gaetano Venino, esponente della famiglia a quel tempo azionista delle Ferrovie Nord Milano divenne Presidente della società, nel cui Consiglio di Amministrazione gli si affiancarono il barone Paolo Airoldi di Robbiate (che fu nominato direttore generale), il principe Urbano Del Grande, il conte Carlo Porro ed il conte Giovanni Visconti di Modrone
La conseguenza più importante del nuovo assetto societario fu l'allontanamento dall'azienda del suo fondatore Luca Comerio. Pur avendo partecipato alla sua trasformazione, se ne distaccò quasi subito, all'inizio del 1910, ufficialmente per motivi di salute dovuti ad una malattia contratta in uno dei suoi viaggi, ma molto più probabilmente per dissidi quasi subito sorti con i subentranti investitori, i cui programmi male si conciliavano con l'interesse di Comerio per le esplorazioni e per una dimensione "artigianale" della produzione.Comerio, senza alcuna polemica, annunciò il suo disimpegno «per attendere con maggior cura allo stabilimento fotografico».

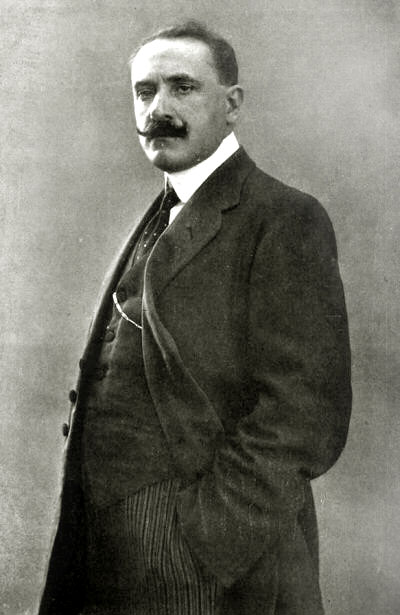
Giuseppe De Liguoro, già alla SAFFI-Comerio, restò sino al 1912 alla Milano Films, dove fu regista ed interprete della maggior parte dei film nei primi anni di attività

Una delle prime iniziative dei nuovi azionisti fu la decisione di dotare l'azienda di un nuovo, grande stabilimento ed a tal fine venne acquistato un terreno di circa un ettaro nella zona della Bovisa sul quale si avviò la costruzione di un teatro di posa di 650 metri quadrati; in attesa che tale impianto venisse completato, la "Milano Films" continuò a produrre in via Arnaldo da Brescia.
Poiché le modifiche societarie erano avvenute a fine dicembre, nel 1909 i titoli editi con la nuova sigla furono solo 2,  ma già nell'anno successivo, benché caratterizzato dalla necessità di riorganizzare la situazione precedente, vennero realizzati 45 film a soggetto, situandosi in tal modo al quinto posto tra le 18 società di produzione attive in quell'anno in Italia. Nonostante l'allontanamento dello specialista Comerio, l'azienda rimase anche ben presente con 35 titoli nel campo dei documentari, di cui il primo fu Attraverso la Mesopotamia, di 112 metri di lunghezza. L'interesse verso tale settore aveva portato alcuni azionisti della "Milano Films" a dar vita anche ad una "Panorami italici".
Nel 1910 si verificò un notevole aumento delle tematiche legate a vicende e personaggi storici, spaziando in tutte le epoche, da quella babilonese (Sardanapalo, re dell'Assiria, per il quale furono scritturate molte ballerine della Scala) a quella romana, con un Bruto ed un Attila, ed a quella medievale e rinascimentale, con titoli come Odio, ovvero scene della congiura dei Pazzi, Carlo IX, Re Artù ed i cavalieri della Tavola Rotonda, Giotto da Bondone. 
Quanto alla storia moderna ebbe particolare rilievo un Gioacchino Murat, dalla locanda al trono per il quale non solo si fecero le cose in grande impiegando 400 comparse, ma vi fu il diretto coinvolgimento della cerchia di famiglie nobiliari che aveva da poco preso in mano le sorti della cinematografia milanese: alcuni esponenti si prestarono a figurare tra gli attori ed altri misero a disposizione le loro dimore - come fece il conte Arnaboldi con il suo castello di Carimate - e le loro scuderie per i cavalli di scena.
L'intendimento artistico - didattico voluto dalla nuova dirigenza trovò un importante riscontro nell'ottobre 1910, quando il San Paolo dramma biblico venne presentato al concorso riservato a film inediti di argomento religioso e morale, superiori a 130 metri, svoltosi al teatro milanese di Santa Cunegonda (vi furono presenti altre 12 aziende, 6 italiane e 6 straniere) e lo vinse, ricevendo quale premio la coppa del Cardinal Ferrari.
Ma nello stesso anno si svilupparono anche iniziative più imprenditoriali: a maggio la "Milano" stipulò un accordo di "cartello" con "Ambrosio", "Itala" e "Cines" per imporre le programmazioni agli esercenti milanesi, mentre a luglio individuò quale proprio distributore il napoletano Gustavo Lombardo, dando così un importante contributo allo sviluppo di un'impresa che evolverà poi nella storica "Titanus".
Il peso delle situazioni pregresse e dell'investimento nel nuovo impianto della Bovisa comportarono nel primo esercizio una perdita di 78.580 lire con debiti a bilancio per 576.000, che Airoli di Robbiate giustificò affermando che «l'industria artistica esercitata dalla "Milano Films" è in continuo incremento e ciò, ad onta dei mancati guadagni in questa fase di impianto, lascia sperare in risultati migliori», tanto che quel bilancio fu approvato all'unanimità e, in effetti, la "Milano Film" si stava avviando a cogliere alcuni dei suoi più importanti successi.
Il 1911 fu infatti per la società milanese l'anno in cui confermò la sua crescente importanza tra le aziende cinematografiche italiane. non tanto per quantità di titoli distribuiti (dove occupò la quinta posizione in una classifica che vedeva il grande vantaggio della "Cines", cui si dovette più di un terzo delle oltre 700 pellicole realizzate nell'anno), quanto per l'ambizioso progetto che portò alla realizzazione de L'Inferno, prosecuzione di un primo Saggio dell'inferno dantesco già presentato dalla "S.A.F.F.I" ad un concorso cinematografico internazionale che s'era tenuto a Milano nel 1909, ma che non era poi stato completato. Uscito nel marzo - aprile fu, con i suoi 1.200 metri di pellicola, il primo lungometraggio della storia del cinema italiano, riscuotendo un successo, anche internazionale, che neppure un affrettato tentativo di copiatura attuato dalla "Helios" riuscì ad insidiare.
Sullo slancio di questa affermazione la "Milano" si rivolse ad un altro capolavoro quale l'Odissea, traendone un secondo lungometraggio che venne premiato al concorso cinematografico collegato all'Esposizione di Torino. La scelta di rappresentare il poema omerico fu additata quale esempio positivo per i produttori italiani: «invece di piangere sulla crisi, sulla concorrenza estera, sulle difficoltà del mercato, la "Milano Films" ha scelto un tipo di produzione e si è specializzata in quello».

### Crescita produttiva e difficoltà economiche (1912 - 1914)
I grandi successi del 1911 e l'entrata in funzione, a metà dello stesso anno, del nuovo stabilimento della Bovisa (fornito, secondo i commenti dell'epoca, di «uno dei migliori teatri del mondo»,) resero possibile un'ulteriore crescita della "Milano Films" che diventò nel 1912, nonostante una diminuzione del numero dei documentari, la quarta produttrice italiana per quantità di titoli distribuiti (72 i film a soggetto), pur perdendo il primato nei lungometraggi di cui era stata antesignana, con 2 soli titoli di tale tipologia. A riprova dell'importanza assunta dall'azienda milanese, il conte Airoldi di Robbiate venne nominato, assieme a Ernesto Maria Pasquali e ad Alberto Fassini della "Cines", nel direttivo della "Unione Italiana Cinematografisti", costituita a Torino 9 novembre 1912 quale prima organizzazione imprenditoriale del settore. preferendo questo sindacato ad uno con sede a Milano (la "Associazione dei cinematografisti italiani", con cui non vi furono mai buoni rapporti).
Seguendo una tendenza comune alla produzione italiana del periodo, la "Milano" affiancò alle rievocazioni storiche soggetti drammatici moderni (tra cui I due amori, Onore per onore, Una vita perduta! e Vita riconquistata, mediometraggi tra gli 850 ed 900 metri diretti da Attilio Fabbri chiamato ad affiancare Giuseppe De Liguoro) e riduzioni di famose opere letterarie o teatrali, quali una Locandiera goldoniana, Angoscia segreta, da Maupassant, la Statua di carne da Ciconi e La smorfia del destino da Attilio Bernacchi, Si deve all'azienda milanese anche un'altra innovazione poi ampiamente diffusasi, quale la produzione, a partire dal 1912, di serie di film "a pacchetto", legati al nome di un singolo artista, in questo caso l'attrice Pina Fabbri. A partire dalla metà di quello stesso anno la "Milano Films" cambiò anche logo aziendale: in quello nuovo scomparve l'immagine di una ragazza e rimase solo la "silhouette" del Duomo di Milano.
Nel biennio precedente allo scoppio della guerra mondiale la "Milano" avanzò ancora nella classifica delle produzioni italiane: dopo essere diventata nel 1912 la quarta editrice per quantità di titoli distribuiti, raggiunse nel 1913 la terza posizione rispetto alle 13 aziende di produzione operanti in Italia, restando l'unica presenza di rilievo ubicata nella capitale lombarda e precedendo agguerrite concorrenti torinesi come la "Pasquali" o la "Savoia". A questi risultati contribuì anche il permanere nel campo dei documentari, per quanto in quantità ridotta rispetto ai primi anni (14 nel 1912 e 19 nel 1913) ed il deciso ampliamento dell'offerta di cortometraggi comici, per i quali l'azienda poteva annoverare nel 1913 la contemporanea presenza di tre personaggi quali "Cocciutelli", "Bonifacio" e "Dik".
Tuttavia gli importanti risultati raggiunti quanto a crescita della produzione non risolsero la precarietà delle condizioni economiche della società, che nell'aprile del 1912 dovette procedere ad una nuova svalutazione del capitale sociale da 500.000 a 100.000 lire, a causa di una «gestione fallimentare che avrebbe richiesto un C.d.A. con qualche aristocratico di meno e qualche tecnico di cinema in più», rendendo quindi poco realistiche le ottimistiche previsioni di pochi mesi prima secondo cui «la "Milano Films" ha scelto un tipo di produzione, si è specializzata in quello, non ha risparmiato cure ed ora può raccogliere il frutto della sua audacia ed operosità». In una successiva assemblea del 30 settembre 1912, svoltasi anch'essa sotto gli auspici della "Bancaria", il capitale sociale venne nuovamente reintegrato a 600.000 lire tramite l'emissione di 100.000 nuove azioni del valore di 5 lire
Nonostante le difficoltà l'azienda proseguì anche nel 1914 l'attività, dovendosi confrontare con un affollato panorama produttivo nel quale ormai, sull'onda del successo internazionale delle pellicole italiane, si era verificata una disordinata e frenetica corsa a fondare aziende editrici che, alla vigilia della guerra europea, erano diventate 28. All'inizio dello stesso anno la "Milano" allestì alla Bovisa un secondo teatro di posa e si proiettò verso Roma, accordandosi per utilizzare un impianto di ripresa gestito da Roberto Danesi, nel quale si eseguivano anche lavorazioni per conto della "Savoia" e della "Morgana".
Ma nell'agosto di quell'anno ogni programma fu travolto dallo scoppio della guerra che, benché l'Italia ne fosse ancora estranea, mise in difficoltà tutto il settore a causa della forte limitazione ai prelievi bancari decretata dal governo e del blocco del commercio internazionale che impediva sia di approvvigionarsi all'estero di pellicola vergine che di esportare i film: tutte le aziende dovettero sospendere o ridurre l'attività e la "Milano" non fece eccezione, lavorando a paghe ridotte. Inevitabilmente il numero dei titoli distribuiti nell'anno dall'azienda milanese diminuì in modo sensibile, attestandosi, tra film a soggetto e documentari, sui 61, di cui 18 lungometraggi; tuttavia, avendo la crisi colpito tutta l'industria, la "Milano" risultò ancora la terza produttrice italiana.

### Crisi e declino (1915 - 1920)

Nel nido straniero, diretto da Baldassarre Negroni nel 1914, poco prima della crisi causata dalla guerra. Oggi è considerato perduto

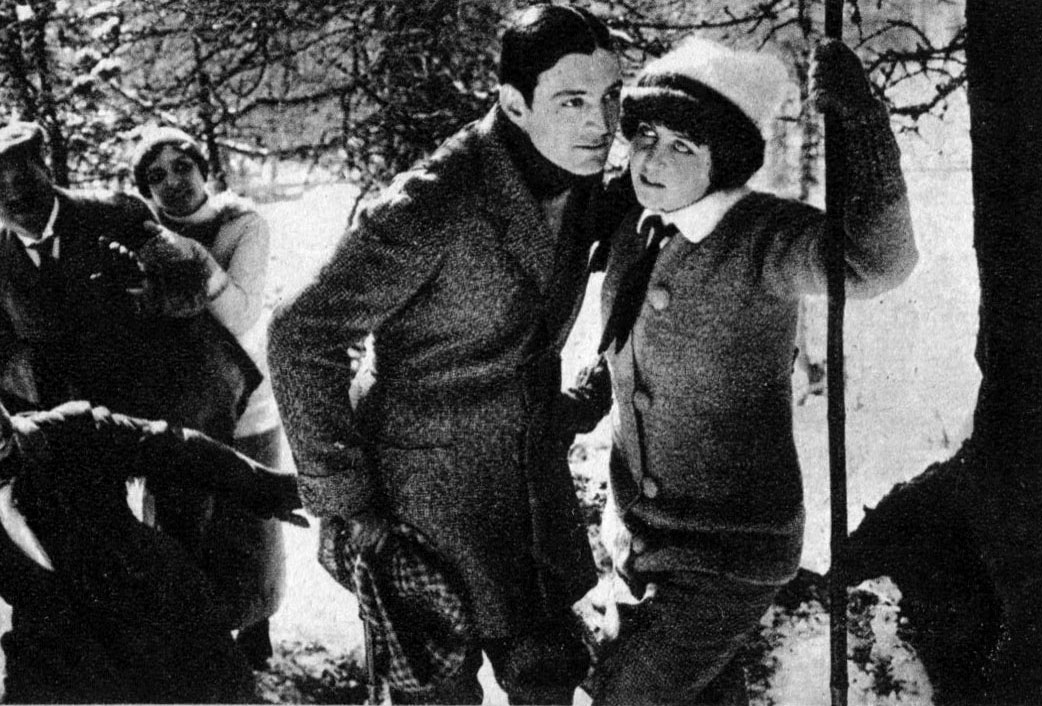
Lo spettro bianco (di Saint Moritz), diretto da Alfredo Robert, già attore della compagnia Duse, uscito all'inizio del 1914. Gli interpreti sono Luigi Serventi e Mercedes Brignone. Oggi è perduto

Dopo i primi contraccolpi della crisi generata dalla guerra, che qualche commentatore riteneva però un'occasione di rilancio per le aziende italiane, la "Milano Films", diversamente da altre aziende, mantenne aperti gli impianti e nell'autunno del 1914 riavviò l'attività con l'annuncio di una serie basata sulla nuova attrice Bianca V. Camagni e progettando di stabilire una filiale a Roma. Per garantire i livelli produttivi, fu anche stipulato un contratto con la "Pathé", in difficoltà a causa dei richiami militari di molti suoi addetti, per la produzione mensile di 3-4.000 metri di pellicola.
Ma pochi mesi dopo, ancor prima che l'Italia entrasse in guerra, l'azienda milanese prese la «repentina decisione di interrompere ogni produzione [a causa del] diffuso clima di incertezza e dell'imminente probabile richiamo sotto le armi dei suoi dirigenti Venino e Robbiate». Il personale venne, tra aprile e maggio, interamente licenziato, con non poche conseguenze negative per gli addetti e gli artisti meno conosciuti, e l'attività aziendale venne svolta solo attingendo alle consistenti scorte di film già pronti e presenti in magazzino.
Negli anni del conflitto la "Milano Films" non si riprese più dalle difficoltà sorte con l'entrata italiana nella guerra. La quantità di titoli distribuiti continuò a diminuire: dai 23 del 1915 ai 17 del 1916, per scendere a 9 nel 1917 ed infine a 2 nel 1918. Per far fronte alla crisi produttiva, si differenziò l'attività con l'affitto a terzi dello stabilimento della Bovisa, in un periodo caratterizzato dalla nascita a Milano, nonostante le ristrettezze della guerra, di numerose aziende cinematografiche, nessuna delle quali peraltro destinata a grandi fortune. In questi anni lavorarono in via Baldinucci aziende minori quali la "Cinedrama", la "Vay", la "Silentium", la "Vittoria" e la "Armenia Film", ma neanche questo accorgimento riuscì ad evitare nell'ottobre del 1916 una nuova crisi finanziaria con riduzione del capitale a 180.000 lire, poi reintegrato a 480.000.
Nel 1917 alla "Milano Films", vi fu un nuovo mutamento dell'assetto societario, con il subentro di altri dirigenti (Giulio Riva fu amministratore delegato, Enea Malaguti vicepresidente e Nino Valentini direttore generale e artistico), in sostituzione della cerchia di nobili imprenditori che vi era entrata nel 1910 e la nuova politica aziendale rivolta ad offrire servizi a terzi portò alla distribuzione di un dividendo per l'esercizio 1916-17. Tra le produzioni realizzate nel 1918 presso gli impianti milanesi anche la serie "patriottica" della "Mercedes Film", fondata dall'attrice Mercedes Brignone, con titoli come Saluto italico oppure La patria chiama e quelle dell'attrice e regista Elettra Raggio. Ancora nel 1919 l'amministratore societario Giulio Riva, confermato alla carica dall'assemblea svoltasi il 30 settembre, manifestava propositi di rilancio con la costruzione di un terzo teatro di posa da dotarsi di moderne tecnologie.

### Ultime attività (1921 - anni trenta)
Ma nel dopoguerra, in un quadro di progressiva decadenza della cinematografia italiana, il nome dell'azienda milanese comparve sempre più raramente per titoli di propria produzione, che furono 2 nel 1922, 1 nel 1923 e poi più nulla sino al 1926 quando uscì Tempesta nel nido, che risulta essere l'ultimo film a soggetto distribuito con il marchio "Milano Films". 

Jacopo Ortis fu uno dei due soli film prodotti dalla declinante "Milano" nel 1918. Oggi è perduto. Gli attori sono Luigi Duse ed una diciottenne Paola Borboni

In seguito il nome della società milanese comparirà ancora, ma solo per associarlo al saltuario utilizzo del suo stabilimento per lavorazioni di terzi, oppure alla compravendita di impianti destinati ad altri produttori. Sono i casi dell'acquisto a Roma nel 1919 di un teatro di posa ubicato in via Porpora, costruito con particolari accorgimenti acustici, ma impiegato solo per sviluppo e stampa di pellicola e, l'anno successivo, a Torino, della acquisizione di uno stabilimento ubicato nella via Romani, già utilizzato dalla "Mari Film". Nel 1920 viene data notizia anche di una seconda succursale romana in via Appia Nuova 48 destinata alla stampa delle pellicole.
Nel 1927 venne annunciato l'utilizzo dell'impianto della Bovisa per un film «che si prefigge di far conoscere all'estero le bellezze artistiche e le potenzialità industriali di Milano» di cui però non si conosce alcun seguito. Altre notizie sulla riapertura dello stabilimento milanese furono diffuse quando (1928) vi venne girato, prodotto da una sconosciuta "Mundus Film", un film altrettanto sconosciuto, Tanis, la sfinge d'oro, che tuttavia si segnala per esser stato occasione di un ritorno in via Baldinucci, dopo tanti anni, del regista Giuseppe De Liguoro.
Avendo abbandonato la produzione diretta, la "Milano Films" non venne coinvolta nella "U.C.I.", il cui fallimento provocherà per tutti gli anni venti la stasi della cinematografia italiana, accusata di sprecare denaro per le follie divistiche e per l'incapacità di realizzare prodotti gradevoli, generando diffidenze del mondo imprenditoriale e disinteresse degli ambienti politici. Queste ostilità emersero chiaramente in occasione del crollo (1921) della "Banca Italiana di Sconto", che aveva generosamente finanziato la stessa U.C.I..
La "Milano Films", ma sempre intendendo gli impianti della Bovisa, tornò a far parlare di sé anche in due occasioni all'epoca del sonoro. Nel 1933 vi fu girato Il cardinale Lambertini, con teatri di posa adattati per la tecnologia sonora, ma l'esito del film non fu favorevole e la cosa non ebbe seguito. Inoltre, secondo alcune fonti, nello stesso impianto, a metà degli anni trenta, un giovane Luchino Visconti avrebbe girato un film, il primo della sua carriera, andato perduto durante la guerra.

## Artisti e collaboratori della "Milano Films"
La quantità e l'importanza della produzione "Milano Films" ha fatto sì che durante gli anni in cui rimase in attività siano transitati nei suoi teatri di posa molti dei protagonisti del primo cinema italiano. Va tuttavia precisato che, almeno sino al 1913, è assai rilevante il numero di pellicole delle quali non si conoscono né il regista, né gli interpreti, dato che le pur accurate ricerche degli storici del cinema non sono riuscite ad individuarli, a causa della carenza delle fonti d'epoca e della prassi del tempo di attribuire le pellicole alla casa di produzione più che agli autori.

L'attore francese Émile Vardannes resse nel 1912-13 la produzione comica della "Milano" interpretando come Bonifacio 25 cortometraggi di cui uno solo si è conservato

### Ricerca di qualità artistica
L'unico collaboratore artistico noto (oltre a Comerio) della originaria "Luca Comerio film", Mario Morais, non si trasferì nella nuova "S.A.F.F.I. - Comerio", dove invece arrivò nel 1909 Giuseppe De Liguoro che, in un periodo nel quale la distinzione dei ruoli sui "set" tra soggettista, sceneggiatore, regista ed interpreti non era così netta come diventò in seguito, diresse e, in molti casi, interpretò un buon numero dei titoli di cui si conoscono i dati. Di particolare importanza in questo primo anno il coinvolgimento del letterato Adolfo Padovan e dello scrittore Francesco Bertolini: al primo si deve l'ideazione del San Paolo, diretto da De Liguoro: entrambi furono poi gli autori del Saggio sull'Inferno dantesco antesignano de L'Inferno che essi stessi furono poi chiamati a completare per la "Milano Films", incontrando un successo mondiale. A Padovan fu affidata anche la realizzazione della Odissea, con la quale egli concluse la sua collaborazione con la società milanese.
Questi apporti manifestavano, a pochi anni dalla nascita dell'attività cinematografica in Italia, «una diffusa esigenza di arrivare ad una produzione culturalmente ed artisticamente qualificata»: per l'azienda milanese questa tendenza culminò con il coinvolgimento di D'Annunzio, che nell'aprile 1909 firmò con essa un contratto che lo impegnava a fornire 10 soggetti originali dietro compenso di 2.000 lire ciascuno, più un 10% sugli incassi. L'annuncio di questa collaborazione destò scalpore e, secondo i commentatori, avrebbe indotto altri autori, superando notevoli diffidenze e qualche aperto disprezzo per la nuova forma di spettacolo, a collaborare all'attività cinematografica.  Ma i testi dannunziani, per i quali l'interessato aveva ricevuto un anticipo di 12.000 lire, non arrivarono mai: citato in giudizio, la "Milano Film", che aveva ereditato la causa, ottenne dal Tribunale di Milano la condanna di D'Annunzio alla rifusione, ma nel frattempo, per sfuggire a questo ed altri debiti, egli era scappato in Francia, sottraendosi così ad ogni azione legale, e la somma non fu mai restituita.
Migliore fortuna ebbe la collaborazione con altre personalità della cultura e di letterati, come nel caso dei drammaturghi Giannino Antona Traversi e Domenico Tumiati che fu inviato a Ferrara a dirigere le prove della Parisina, di cui era autore. Quanto agli interpreti, nel 1909 si trova la presenza, nota per un solo titolo, di Carlo Campogalliani (all'inizio di una cinquantennale carriera che si concluderà solo alla metà degli anni sessanta) che affiancò De Liguoro - che ne fu anche regista - nell'edizione dello shakespeariano Re Lear. Lavorarono inoltre alla "S.A.F.F.I. - Comerio" nel 1909 Salvatore Papa ed Arturo Pirovano, dando prova di essere capaci alpinisti quando dovettero girare sui monti della Grigna alcune scene dei Saggi dell'inferno dantesco.

### Le basi della crescita: De Liguoro e le comiche
Tra coloro che rimasero nell'azienda milanese dopo la trasformazione societaria del dicembre 1909 vi furono l'attrice Maria Brioschi e De Liguoro, che diventò con le sue regie ed interpretazioni un "asse portante" della crescita produttiva che si realizzò dal 1910 al 1912. In questo suo ultimo anno milanese fu affiancato da Attilio Fabbri, che poi nel 1913 lo sostituì, assumendo il ruolo di più attivo regista (ed in qualche caso anche di interprete) dei film a soggetto realizzati alla Bovisa - perlomeno di quelli di cui gli storici sono riusciti a ricostruire i "cast". Nello stesso anno collaborò anche il regista francese Henri Étievant, proveniente dallo storico (era stato fondato nel 1769 a Parigi nel Boulevard du Temple) "Théatre de l'Ambigu" e forte dell'esperienza acquisita nel 1910-12 alla "Studio Éclipse" ed alla "Pathé".

Il regista Augusto Genina nel periodo della sua collaborazione alla "Milano Films"

La produzione comica legata ad un personaggio tipico fu affidata dalla nuova dirigenza all'attore francese Ëdouard Monthus, che nel 1910 interpretò 2 soli titoli come Fortunetti, per poi diventare l'anno successivo Cocciutelli con cui ampliò i titoli sino a 19, reggendo così un terzo di tutti i 53 film a soggetto editi in quell'anno dalla società. L'anno successivo fu affiancato da Émile Vardannes, che diede vita al personaggio di Bonifacio ed insieme le loro 27 comiche rappresentarono oltre un terzo dell'intera produzione del 1912. Nel 1913 Monthus se ne andò e venne rimpiazzato da Cesare Quest che, lasciando la torinese  "Centauro Film" in difficoltà, a Milano diventò dal 1913 ai primi mesi del 1915 (per un totale di 26 pellicole) lo sbadato Dik, per poi arruolarsi volontario e morire nelle prime settimane di guerra. La produzione comica si avvalse nel 1913 anche di Natale Guillaume, fratello del più noto Ferdinand - "Polidor" che interpretò 4 cortometraggi come "Fiorindo". Poca fortuna ebbe invece Villa, attore comico francese proveniente anch'egli dal "Théatre de l'Ambigu", che chiuse la sua attività italiana dopo due soli cortometraggi.

### Le attrici delle "serie"
L'espansione produttiva della "Milano" negli anni precedenti la guerra attirò un crescente numero di artisti, ma pochi di essi assunsero posizioni preminenti nell'ambito della produzione, limitandosi sovente a comparire in pochi titoli. È il caso nel 1911 dello spagnolo Bonaventura Ibaṇez e della francese Adrienne Tournaire, di Ernestina Zaggia, Angelica Barbaroux; Attilio Motta e Augusto Milla che parteciparono solo a L'Inferno. Nel 1912 gli interpreti si ampliarono e si consolidò la presenza di alcuni di loro tra cui Pina Fabbri (cui venne ispirata la prima " serie" nominativa) e di Eugenia Tettoni, alla quale furono affidati 8 ruoli. Complessivamente queste due attrici figurano in 14 titoli, mentre nel 1913 la Fabbri, da sola, sarà presente in ben 17 pellicole, spesso affiancata da Paolo Cantinelli e Livio Pavanelli.

Promozione della "serie" interpretata per la "Milano Films" da Hesperia nel 1914-15, con la regia di Negroni. Su 14 titoli editi se ne è conservato 1 solo

Quando alla fine del 1913 la "Milano" diventò la terza editrice italiana, attirò altri cineasti importanti e nel 1914 si ritrovarono contemporaneamente in azienda due già note attrici - Mercedes Brignone ed Hesperia - ed una nuova, Bianca Virginia Camagni, definita una «grande promessa», che furono le interpreti di tre serie a loro ispirate nelle quali confluirono in totale oltre 20 titoli. Con Hesperia arrivò anche Baldassarre Negroni (entrambi provenivano dalla "Cines"), che la diresse in tutti i film realizzati alla Bovisa: 9 nel 1914 e 4 nel 1915, sino a quando la crisi dovuta alla guerra li costrinse a lasciare ed a tornare a Roma>. Le tre "stelle" della produzione milanese furono affiancate nel periodo antecedente alla guerra dagli attori Rambaldo De Gaudron, Franz Sala, Ugo Gracci, Attilio De Virgiliis, Camillo Apolloni, Eugenio Vecchioni e Luigi Serventi. Con Negroni si ritrovarono alla "Milano" nel 1914 anche altri due di importanti registi, con l'arrivo di Augusto Genina, che vi restò nei due anni seguenti curando, tra l'altro,  la regia dell'unico ruolo italiano dì Mistinguett, e di Guglielmo Zorzi e la coincidente presenza di questi tre cineasti diede, poco prima della crisi bellica, un forte impulso alla qualità della produzione milanese. Alcune pellicole furono dirette nel 1913 - 14 da Alfredo Robert, diventato regista cinematografico dopo una lunga presenza teatrale nella compagnia di Eleonora Duse.

### Interpreti nel periodo della crisi
Negli anni del conflitto, con la produzione in continuo calo, le uniche artiste che registrarono presenze di un certo rilievo quantitativo furono la cantante milanese Lina Millefleurs (nome d'arte di Adele Tiflosi), che poi nel 1918 si trasferirà a Roma, prima alla "Tiber" e poi alla "Tespi" e l'attrice genovese Elettra Raggio, che, cosa rara per i tempi, fu anche regista. Per il resto vi fu un continuo avvicendamento di registi e soprattutto di interpreti, chiamati a realizzare uno e due titoli in un'altalena di nomi, tra cui Alphonse Trouché, Felicita Prosdocimi, il futuro giornalista Enrico Roma, un Camillo Pilotto agli esordi, Mary Cleo Tarlarini, Amedeo Chiantoni, Achille Majeroni, Ermete Novelli e Paola Borboni, diretti da Eugenio Perego, Giuseppe Sterni, Leopoldo Carlucci, e, in una sola occasione, da Gennaro Righelli.

L'attrice e cantante Lina Millefleurs (Adele Tiflosi), principale interprete della "Milano Films" negli anni del conflitto (1915-17). Dei 17 film interpretati non se n'è conservato nessuno

Si trattò per tutti di presenze episodiche, senza che nessuno riuscisse a consolidare un ruolo continuativo, segno delle crescenti difficoltà che stavano minando lo sviluppo aziendale, consentendole solo una faticosa sopravvivenza. Non ebbe alcun seguito neanche l'unico film realizzato a Milano da André Deed, L'uomo meccanico (1921), funestato dal grave incidente del crollo di un pavimento, con decine di feriti tra le comparse. L'ultimo film a marchio "Milano Films", Tempesta nel nido del 1926, fu interpretato dalla bimba Marichette Valentini, che venne diretta da suo padre Nino, direttore artistico dell'azienda..

### Collaborazioni tecniche
Quanto agli apporti tecnici, va ricordato che alla "Milano Films" iniziò la sua cinquantennale carriera l'operatore Carlo Montuori, che nei primi mesi del 1912 fu il primo a sperimentare alla Bovisa dei sistemi di illuminazione artificiale dei teatri di posa, liberando in tal modo la produzione dai condizionamenti di un clima avaro, in certe stagioni, di luce naturale, ma attirandosi così il risentimento degli attori che non avevano più motivo per non salire sul "set" ricevendo egualmente la paga.  Tra i tecnici attivi a Milano anche Emilio Roncarolo che, già presente in azienda con Comerio, vi restò dopo la trasformazione societaria del 1909 e si occupò in particolare degli "effetti speciali" de L'Inferno quali un corpo senza testa, un mostro che ingoiava un uomo e l'aureola che cingeva il capo di Beatrice. Nel 1911 lavorò a Milano come scenografo anche il pittore Pier Antonio Gariazzo, che poi si spostò a Torino per fondare la "Savoia Film". Va inoltre ricordato che nel 1913 lo staff tecnico in attività presso la "Milano Films" realizzò un originale e per l'epoca innovativo cortometraggio di 76 metri, La mosca ed il ragno, basato su pupazzi animati.
Alla "Milano Films" iniziò la sua carriera anche il fotografo di Guerra del Regio Esercito, ingegnere e imprenditore Attilio Prevost, a cui si deve, tra l'altro, l'invenzione della moviola orizzontale. Assunto nel 1908, Prevost si mise successivamente in proprio con la moglie Elena Lanzoni Prevost, anch'ella impiegata presso la "Milano Films", fondando le Officine Prevost.

## Filmografia
Nel corso dei suoi 16 anni di vita come azienda produttrice la "Milano Films" realizzò e distribuì, tra film a soggetto e documentari, oltre 460 titoli, che salgono a circa 500 se si considerano anche quelli della precedente "S.A.F.F.I. - Comerio". Questa consistente attività produttiva si realizzò prevalentemente negli anni precedenti la guerra mondiale, costituendo una realtà singolare per Milano, dato che il pur importante sviluppo industriale che caratterizzò la capitale lombarda non si estese mai al campo della produzione cinematografica, in cui primeggiarono invece Torino, Roma e Napoli, e tutte le aziende del settore che vennero dopo non arrivarono neanche lontanamente ai livelli quantitativi della "Milano".
Per quanto riguarda i film a soggetto, una produzione così copiosa non poteva che riguardare tutti i generi cinematografici del tempo. All'inizio vennero realizzati in prevalenza titoli che portavano sullo schermo classici della letteratura o vicende storiche. Poi, con lo sviluppo dell'attività, i temi si ampliarono sino ad allestire un'offerta articolata nei vari settori che nel 1912 indusse un commentatore ad auspicare che «se tutte le case facessero così l'Italia non avrebbe nulla da invidiare alla Francia nell'industria cinematografica». Come la stessa azienda precisò due anni dopo, l'obiettivo non era tanto mantenere l'ambizioso livello di Inferno ed Odissea, quanto piuttosto di «prendere un posto intermedio tra l'ordinaria produzione e quella di grande esclusività, facendo delle films non del metraggio». La nutrita edizione di documentari riguardò soprattutto la rappresentazione di rinomati luoghi artistici o naturalistici o di importanti avvenimenti di attualità, mentre sono quasi del tutto assenti le tematiche di approfondimento scientifico che negli stessi anni venivano realizzati alla "Ambrosio" da Roberto Omegna.